# 恩特拉河
44°18′35″N 9°19′54″E / 44.30972°N 9.33167°E

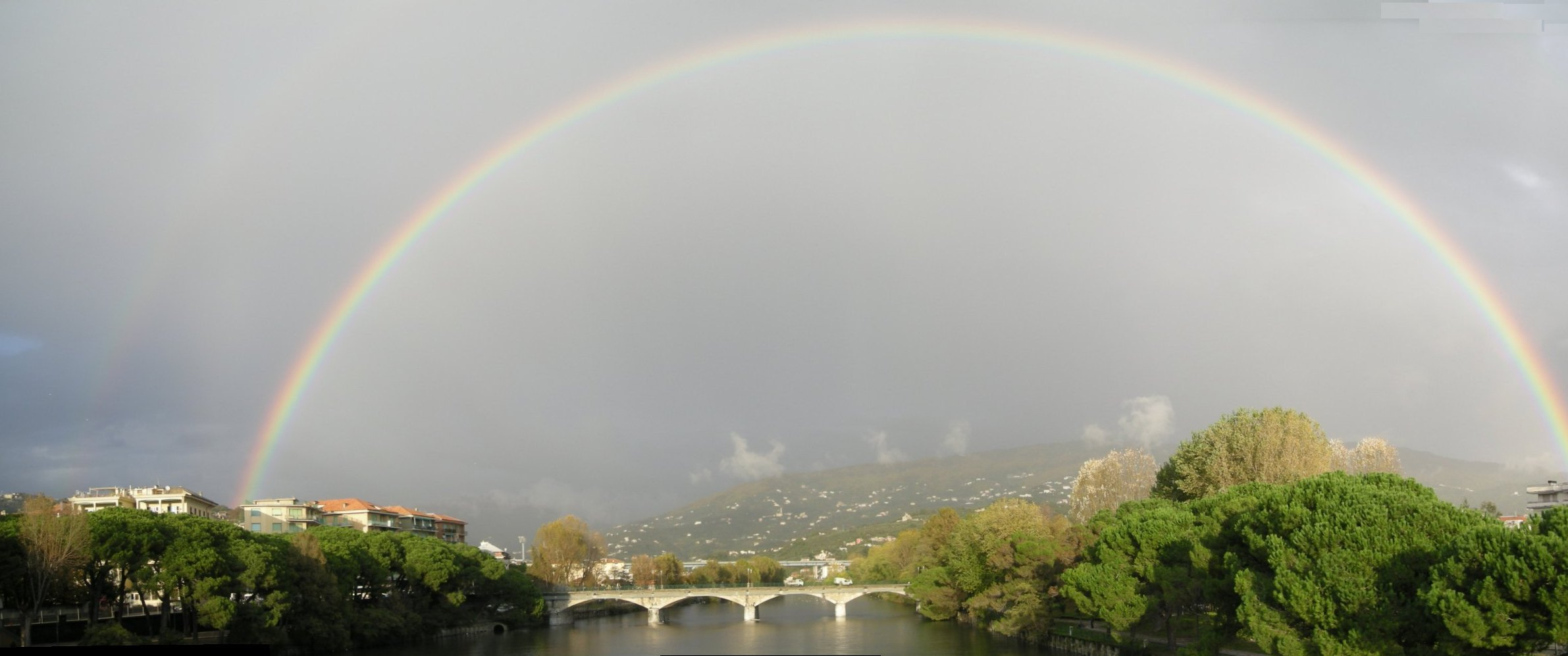

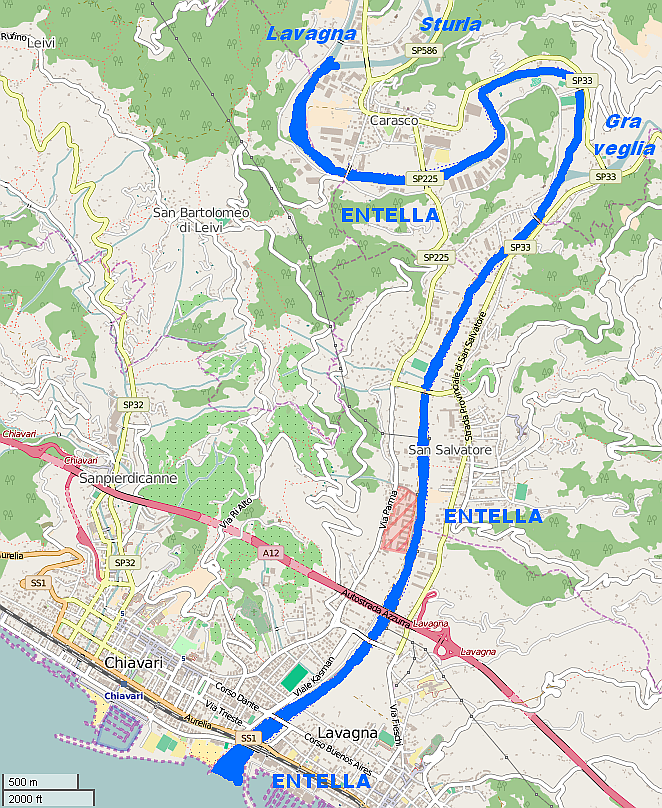

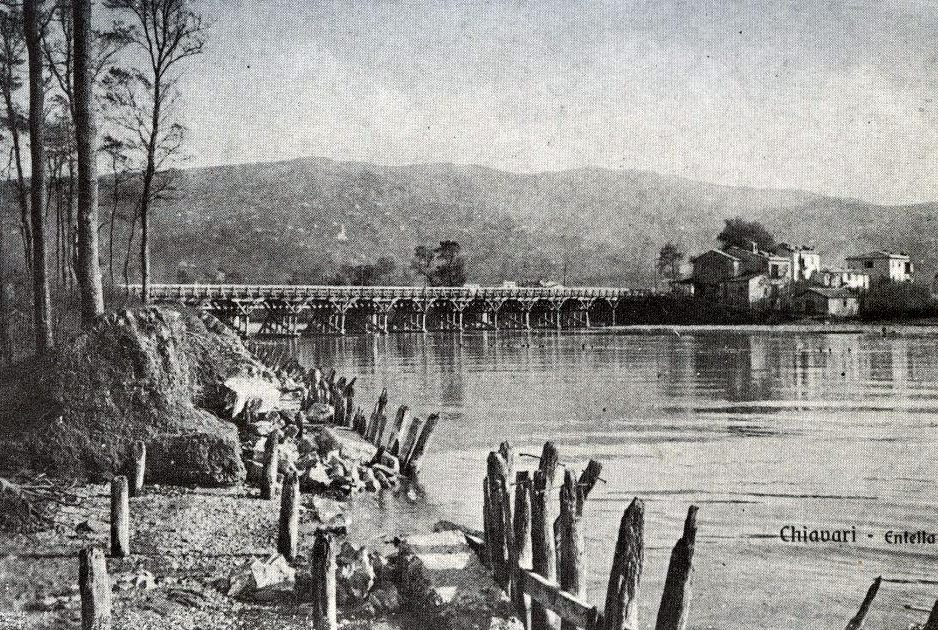

恩特拉河是意大利的河流，位於該國西北部，處於利古里亞大區，河道全長6公里，流域面積376平方公里，發源自卡拉斯科，最終注入利古里亞海。